# لئو گورسی
لئو گورسی (انگلیسی: Leo Gorcey; ۳ ژوئن ۱۹۱۷ – ۲ ژوئن ۱۹۶۹) هنرپیشه اهل ایالات متحده آمریکا بود.
از فیلم‌ها یا برنامه‌های تلویزیونی که وی در آن نقش داشته‌است می‌توان به فرشتگانی با چهره‌های کثیف، بن‌بست، دنیای دیوانه، دیوانه، دیوانه، دیوانه، مانکن، مدرسه جنایت، و ناوشکن اشاره کرد.